# Raschi-Schrift

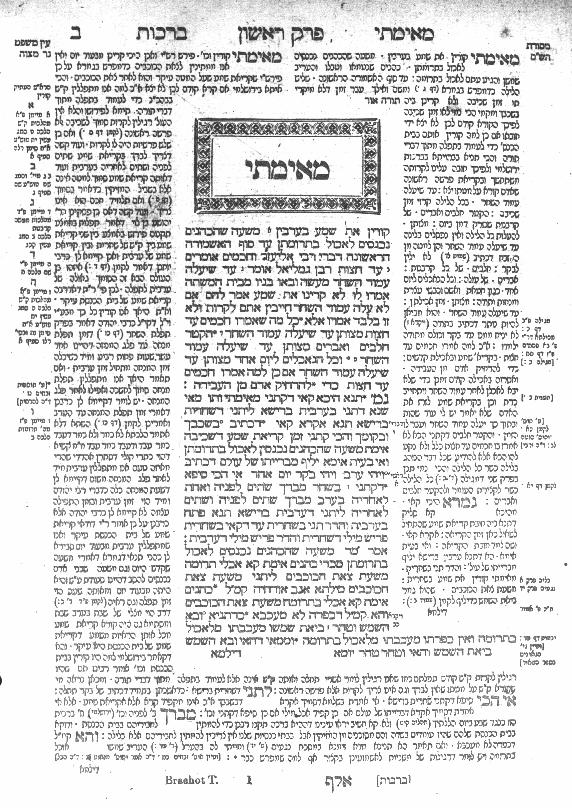
Talmud: Beginn des Traktats „Berachoth“. In der Mitte Mischna und Gemara in Quadratschrift, rechts der Kommentar von Raschi, links und außen spätere Kommentare in Raschi-Schrift

Die Raschi-Schrift (hebräisch כתב רש״י k'tav raschi), selten auch rabbinische Schrift, ist eine auf der sephardischen hebräischen Halbkursivschrift basierende Variante der hebräischen Schrift, die hauptsächlich zur Wiedergabe von rabbinischen Kommentaren zu Texten der Hebräischen Bibel und des Talmuds verwendet wird. Dieser Schrifttypus, Maschket- oder Maschaitschrift genannt, wurde ursprünglich hauptsächlich für Buchmanuskripte benutzt und nach Erfindung des Buchdrucks beibehalten. Im Buchdruck erstmals verwendet wurde sie, soweit bekannt, in der von Abraham ben Garton 1475 in Reggio di Calabria gedruckten Ausgabe des Torakommentars des französisch-jüdischen Gelehrten Raschi (1040–1105). Seit Bibel- oder Talmudtext und rabbinischer Kommentar im Druck auf einer Seite dargestellt werden, wie etwa in den Bomberg- und Soncino-Talmud-Ausgaben, dient die Schrift der Unterscheidung zwischen Primärtext, für den die als assyrisch bezeichnete Quadratschrift verwendet wird, und rabbinischem Kommentar und erhielt den Namen „Raschi-Schrift“. Raschi selbst schrieb nicht in einer sephardischen, sondern in einer zarfatischen, nordfranzösischen Schrift. Von Einigen wird die Meinung vertreten, dass die Raschi-Schrift schwierig zu lesen sei.
In Raschi-Schrift wurden traditionellerweise auch die Texte in Ladino gedruckt, manchmal auch jiddische Texte, für die jedoch meist eine aschkenasische Maschketschrift, „Waibertaitsch“ genannt, verwendet wurde. Heute wird beides in der Regel in Quadratschrift gedruckt.
Die Raschi-Schrift im Vergleich zur Quadratschrift
| Raschi-Schrift / Quadratschrift | Raschi-Schrift / Quadratschrift | Raschi-Schrift / Quadratschrift | Raschi-Schrift / Quadratschrift | Raschi-Schrift / Quadratschrift | Raschi-Schrift / Quadratschrift | Raschi-Schrift / Quadratschrift | Raschi-Schrift / Quadratschrift | Raschi-Schrift / Quadratschrift |
| ------------------------------- | ------------------------------- | ------------------------------- | ------------------------------- | ------------------------------- | ------------------------------- | ------------------------------- | ------------------------------- | ------------------------------- |
| א =                             | ב =                             | ג =                             | ד =                             | ה =                             | ו =                             | ז =                             | ח =                             | ט =                             |
| י =                             | כ =                             | ך =                             | ל =                             | מ =                             | ם =                             | נ =                             | ן =                             | ס =                             |
| ע =                             | פ =                             | ף =                             | צ =                             | ץ =                             | ק =                             | ר =                             | ש =                             | ת =                             |